# Brigadir (Nova Zelandija)
Brigadir (izvirno angleško Brigadier; kratica BRIG) je najvišji častniški čin Novozelandske kopenske vojske in je neposredni naslednik britanskega čina brigadirja.
Je enakovreden činu komodorja Kraljeve novozelandske vojne mornarice in činu zračnega komodorja Kraljevega novozelandskega vojnega letalstva. V Natovi strukturi činov spada v razred O-6, ki pa velja za najnižji generalski čin, kljub temu da je novozelandski brigadir najvišji častnik. Podrejen je činu generalmajorja (najnižji generalski čin) in nadrejen činu polkovnika.
Oznaka čina generala so tri trikotno razporejene zvezde (red kopeli), nad katerimi se nahaja krona svetega Edvarda; torej ista kot je oznaka čina britanskega brigadirja, pri čemer ima novozelandska oznaka na spodnjem delu še napis NEW ZEALAND.